# Калиновка 2
Калиновка 2 (бел. Калі́наўка 2; ранее — Ханичева (бел. Ханічо́ва)) — деревня в Копыльском районе Минской области Беларуси. В составе Бобовнянского сельсовета.

## География
Ближайшие населённые пункты Зарудное, Ленино, Малиновка, Новосёлки, Шамы и др.

## История
До 8 июня 1963 года деревня входила в состав Песоченского сельсовета, до 30 марта 2016 года — в состав Слобода-Кучинского сельсовета.

## Население

### Численность
- 2019 год — 108 жителей

### Динамика
- 1999 год — 98 жителей (перепись населения)
- 2009 год — 167 жителей (перепись населения)[5]
- 2019 год — 108 жителей (перепись населения)

## Улицы
- Наркевича-Иодки
- Подлесная
- Советская и др.

## Достопримечательность
- Фрагменты бывшей усадьбы Наркевичей-Иодки «Атоново»: фрагменты парка, фрагменты аллеи, фрагменты хозяйственных построек (середина XIX века) —  Историко-культурная ценность Республики Беларусь, шифр 613Г000176.

### Утраченное наследие
- Усадебный дом

## Галерея
- Панорама
- Фрагменты бывшей усадьбы
- Фрагменты бывшей усадьбы